# Sankarea
Sankarea : Adorable Zombie (さんかれあ, Sankarea) est un manga écrit et illustré par Mitsuru Hattori, dans lequel on suit l'histoire d'une jeune fille qui devient un zombie. Il est publié au Japon entre 2009 et 2014 dans le magazine Bessatsu Shōnen Magazine de l'éditeur Kōdansha, et compte un total de onze volumes reliés. La version française est publiée par Pika Édition.
Une adaptation en anime produite par le Studio Deen est diffusée au Japon entre le 5 avril 2012 et le 28 juin 2012 sur la chaîne TBS. Des OAV sont également commercialisées avec des éditions limitées de certains tomes du manga.

## Synopsis
Fils d'un prêtre, le lycéen japonais Chihiro Furuya a une attirance particulièrement forte envers les zombies. Il collectionne avidement tout ce qui se rapporte à ces derniers, que ce soit les jeux vidéo, les films ou les mangas, il entretient le rêve de voir une jeune fille ramenée à la vie lui déclarer sa flamme.
Devant faire face à la mort de son chat Babu, il décidera de le faire revenir à la vie à l'aide d'un vieux manuscrit décrivant le processus de la création d'une potion de « résurrection ».
À cette époque, il rencontre une jeune fille nommée Rea Sanka, qui s'est enfuie de chez elle. Dans une tentative de suicide, elle boit un échantillon de la potion de « résurrection » qui est créée à partir d'une herbe vénéneuse connue sous le nom de « Hydrangea macrophylla », mais cela ne parvient pas à la tuer.
Après une dispute avec son père, elle tombe d'une falaise et meurt, mais grâce à la potion, elle revient sous forme de zombie.
Même si elle est devenue une morte-vivante, elle choisit de ne pas céder à ses instincts meurtriers et survit en consommant fréquemment des feuilles d'hortensia.

## Personnages

### Personnages principaux

#### Chihiro Furuya
Chihiro Furuya (降谷 千紘, Furuya Chihiro)
Doublé en japonais par : Ryōhei Kimura
Chihiro est le protagoniste de l'histoire qui a une obsession pour les zombies. Il utilise un vieux manuscrit pour faire une potion de «résurrection» afin qu'il puisse renaître son chat mort à la vie comme un zombie. Il va dans un bâtiment abandonné dans la nuit après la mort de son chat "Bābu". Il effectue ses recherches pour ramener les morts à la vie dans le vieux bâtiment abandonné, il lui arrivait de voir Rea près du puits près du bâtiment abandonné et en criant ses problèmes au sujet de son mode de vie. Il a promis Rea qu'il avait la responsabilité de prendre soin d'elle si elle devient un zombie. Après que Rea s'est installé à sa résidence, il mène des recherches sur la préservation du corps pour Rea. Il a toujours rêvé que son premier baiser devrait être donné par une femme zombie dont il le vécut grâce à Rea qui l'embrassa en raison de son absence car elle n'avait pas encore pris de la plante pour qu'elle revienne à la raison. Il a également eu un instant de demi-zombie, après avoir été poignardé par le père de Rea "Dan'ichirō" avec une épée d'escrime. C'est grâce après avoir été mordu par Rea après le baiser (même si les effets étaient seulement temporaires). Il aime aussi voir Rea habillé comme une Bunny Girl ou une infirmière "Zombie". Malgré le fait qu'il n'est pas intéressé par les filles vivantes, il a réussi à tomber en amour avec Rea, quand elle était encore en vie, et avoue qu'être dévoré par Rea qui est un zombie, est tout ce qu'il a rêvé. Il essaie de se rapprocher d'elle, en tenant compte des difficultés de l'incident et ses propres embarras avec Rea. Il est nommé d'après Lucio Fulci.

#### Rea Sanka
Rea Sanka (散華 礼弥, Sanka Rea)
Doublé en japonais par : Maaya Uchide
Rea est l'héroïne de l'histoire qui vole et boit de la potion de résurrection faite par Chihiro dans une tentative de suicide à cause des années d'abus sexuels causé par son père. Elle échoue dans sa tentative, mais elle ressuscite comme un zombie quand elle tombe accidentellement d'une falaise et meurt. Maintenant devenu un zombie, elle cohabite avec Chihiro afin d'être libéré des chaînes de son père. Dans le chapitre 12, Mero l'appelle accidentellement "Maman" car quelques gestes de Rea lui rappellent sa mère : Mme Furuya. Elle est amoureuse de Chihiro et se sent bien avec sauf quand elle est dérangée ou interrompue avec les relations Chihiro-Ranko de bien plus tard, Ranko l'encourage qu'elle devrait faire plus d'efforts, et ce, même si elle avait eu de l'embarras. Elle semble comprendre Bābu et se révèle aussi d'être si loin d'un simple zombie seul Goro et Darin la vue défier ses instincts à la 2e étape de la zombification, peut-être en raison d'avoir bu le médicament avant de mourir (ce qui fut suggéré par Darin, depuis aucun autre zombie a bu la potion de résurrection avant leur mort). Elle est aussi forte physiquement car son cerveau n'a plus de limite à la suite de sa mort.

#### Ranko Saōji
Ranko Saōji (左王子 蘭子, Saōji Ranko)
Doublé en japonais par : Sayuri Yahagi
Ranko est la cousine de Chihiro. Souvent appelé Wanko par Chihiro, par moments, elle tient aussi à dire que Chihiro doit utiliser "-san" après son nom. Elle aime taquiner Chihiro et Rea aussi. Elle aime Chihiro et développe une rivalité avec Rea. Elle avoue finalement à Chihiro, mais se rend compte avant de répondre qu'il aime Rea, elle est cependant très bien avec son amour non partagé.

### Famille Furuya

#### Mero Furuya
Mero Furuya (降谷 萌路, Furuya Mero)
Doublé en japonais par : Yuka Iguchi
Mero est la sœur cadette de Chihiro. Contrairement à Chihiro, elle est obsédée par les fantômes. Elle ne se souvient pas beaucoup sur sa mère, sauf pour le fait que ses mains sont enveloppées dans des bandages. Dans certains de ces souvenirs de sa mère, elle se rappela sa mère se demander comment est sa fièvre, sa mère a déclaré qu'elle a oublié qu'elle ne peut pas dire la température. Elle voit l'image de sa mère dans Rea accidentellement en l'appel “Maman”. Il a été fortement impliqué dans le manga que sa mère pourrait avoir été un zombie en raison qu'elle ne pouvait pas dire la température (comme Rea) et la séparation avec eux, car elle les aimait beaucoup, peut-être une allusion de les quitter car ses instincts de zombies prenaient le relais. Elle est nommée d'après George Andrew Romero.

#### Jogorō Furuya
Jogorō Furuya (降谷 茹五郎, Furuya Jogorō)
Doublé en japonais par : Shirō Saitō
Jogorō est le grand-père de Chihiro et de Mero. Il est le créateur de la recette de la potion de Résurrection. Il était un professeur respecté sur la recherche des zombies aux États-Unis, et à réaliser une multitude d'expériences avec eux. Il a cependant laissé sa recherche pour des raisons inconnues, et même s'il a encore une grande connaissance de zombies, il dit rarement des choses d'utilent en raison de sa vieillesse.
On peut se demander s'il est un zombie lui aussi car il mange des feuilles d’hortensias, et sa peau est un peu verte. Il parle beaucoup de la femme qui l'aimait et dit qu'elle ressemble à Rea.

#### Doon Furuya
Doon Furuya (降谷 呶恩, Furuya Doon)
Doublé en japonais par : Seirō Ogino
Père de Chihiro à la fois prêtre du temple, il est âgé de 44 ans.

#### Bābu
Bābu (ばーぶ, Bābu)
Doublé en japonais par : Misato Fukuen
Bābu est le chat de Chihiro qui est décédé dans un accident de voiture trois jours avant le début de la série, qui a été ramené à la vie par Chihiro en faisant des recherches sur la résurrection sur lui. Rea semble comprendre Bābu comme un zombie. Comme Rea son corps n'a pas de limite et était capable de tuer un renard beaucoup plus grand.

### Autres personnages

#### Dan'ichirō Sanka
Dan'ichirō Sanka (散華 団一郎, Sanka Dan'ichirō)
Doublé en japonais par : Unshō Ishizuka
Dan'ichirō est le père surprotecteur de Rea. Son amour pour sa fille est presque incestueux, et a l'habitude de prendre des photos de sa fille, pour ses anniversaires, complète nue de celle-ci. Après avoir été convaincu par Chihiro sur le désir de Rea à vivre une vie d'une jeune fille normale, il accepte que Chihiro en tant que protecteur de Rea. Il a également averti Chihiro qu'il devrait y avoir aucune “relation sexuelles avant le mariage” peut-être une allusion qu'il accepte Chihiro comme un homme pour sa fille. Il décide plus tard de partir pour les États-Unis, sans doute pour trouver un moyen de guérir Rea.

#### Aria Sanka
Aria Sanka (散華 亜里亜, Sanka Aria)
Doublé en japonais par : Mayumi Asano
Aria est la belle-mère de Rea. Elle était autrefois une femme de ménage pour Dan'ichirō et a été formé en vertu d'une tradition de longue date dans la famille Sanka qui sont les héritiers de l'avenir qui sont de se marier avec la meilleure des servantes. Dan'ichirō cependant rencontre et épouse la mère de Sanka qu'il aimait tendrement jusqu'à sa mort en donnant naissance à Rea. Bien que marié Dan'ichirō, ne lui donne pas une réelle attention mais il veille plutôt sur Rea, qui a fait de leurs relations une contrainte. Elle méprise secrètement Rea en raison de la façon dont elle est aimée par tout le monde.

#### Darin Arnschent Kurumiya
Darin Arnschent Kurumiya (来宮・ダリン・アーシェント, Kurumiya Darin Āshento)
Ancienne assistante de Jogorō Furuya, qui souhaite utiliser Rea comme un sujet de recherche. Elle a une grande connaissance sur les zombies, mais est encore inférieure à Jogorō, bien que le fait qu'elle est plus fiable que Jogorō pour avoir plus d'informations qui créent une relation donnant-donnant à la fois pour Chihiro et Rea. Même si elle commence lentement à changer cette donnée que Rea la traite comme une amie. Elle a un hibou zombie modifié nommé N°18 (トワ, Towa).

#### N°18
N°18 (トワ, Towa)
Il est le hibou zombie modifié par Darin.

## Manga

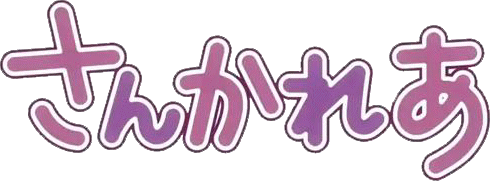
Titre japonais de Sankarea.

La série Sankarea de Mitsuru Hattori a débuté le 9 décembre 2009 dans le magazine Bessatsu Shōnen Magazine publié par l'éditeur Kōdansha. Le dernier chapitre est publié le 9 septembre 2014 dans le même magazine, suivi par un chapitre spécial le 9 octobre 2014. Le premier volume relié est publié le 16 juillet 2010 et le onzième et dernier est sorti le 7 novembre 2014.
Il est édité en version française par Pika Édition depuis le 2 janvier 2013. Il est également publié en version anglaise en Amérique du Nord par Kodansha USA.

## Anime
Une série télévisée animée basée sur le manga a été annoncée dans le numéro d'octobre 2011 de Bessatsu Shonen Magazine, et a commencé à être diffusée au Japon le 5 avril 2012. Le thème d'ouverture est Figment (絵空事, Esoragoto) par nano.RIPE tandis que le générique de fin est Above Your Hand par Annabel.
Des OAV sont également commercialisées avec des éditions limitées de certains tomes du manga.

### Doublage
| Personnages      | Voix japonaises |
| ---------------- | --------------- |
| Chihiro Furuya   | Ryuhei Kimura   |
| Rea Sanka        | Maaya Uchida    |
| Ranko Saoji      | Sayuri Yahagi   |
| Mero Furuya      | Yuka Iguchi     |
| Jogorō Furuya    | Shiro Saito     |
| Dan'ichirō Sanka | Unshō Ishizuka  |
| Aria Sanka       | Mayumi Asano    |

## Réception
Selon les statistiques Oricon, le troisième volume du manga s'est vendu à 24 363 copies. Le quatrième volume s'est vendu quant à lui à 44 120 copies, ce qui le classe à la 19e place des ventes de mangas au Japon à la mi-août 2011.